# 影男
『影男』（かげおとこ）は、江戸川乱歩の著したスリラー長編小説である。

## あらすじ
「影男」、と呼ばれている男が居た。彼は神出鬼没で、さまざまな裏社会に精通した謎の男だった。ある時は会社社長、あるときは慈善家、ある時は遊蕩紳士、といくつもの顔と名前を使い分け、ゆすりを稼業としながら世の中の裏側を見るのを愉しみとし、犯罪者の上前をはね、自らの犯罪体験を元に売れっ子の小説家としても活躍していた。
ある日、影男は、須原という男から、彼が専務として運営している「殺人請負会社」への参与を誘われた。須原と密会した影男は、須原から殺人のアイデアを売ってくれるように頼まれ、これを承諾する。そのアイデア通りに殺人が行われるが、本来人を殺すという行為が嫌いな影男はそれ以来須原と疎遠になる。それを恨んだ須原は、影男自身を殺す方法のアイデアを影男に依頼し、実行に移そうとした。影男は己自身の考案した殺害方法によって殺されてしまうのか…。

## 解説
1955年（昭和30年）1月から12月まで、光文社の『面白倶楽部』に掲載された。名探偵・明智小五郎が登場する、いわゆる「明智作品」の一つ。この作品を最後に乱歩は成人向け作品に明智を登場させておらず、以後、明智探偵は子供向けの「少年探偵団シリーズ」にのみ登場するようになり、この『影男』は最後の成人向け明智作品となっている（『同時期に『化人幻戯』（1954年11月〜55年10月）、『兇器』（1954年6月）、『月と手袋』（1955年）がある）。本作に於ける明智小五郎の出番は非常に少なく、活躍場面は終盤の解決編のみで、趣は犯罪者を主人公とし、その逮捕までを描いたピカレスク小説となっている。
元々、「他人の秘密に興味を持つ」、「変装の名人で忍術者」という「影男」という主人公キャラクター自体が明智小五郎をふくめ、『屋根裏の散歩者』、『怪人二十面相』といった乱歩作品に登場するキャラクターの集大成となっている。「謎の小説家」としての顔「佐川春泥」は、『陰獣』の「大江春泥」と名前が同じである。
また「殺人請負業」、「犠牲者をレンガで室内に塗り込める」、「池から現れる鉄製の昇降装置」、「池の下に作られた巨大なパノラマ館」といった設定は『大暗室』、『魔術師』、『パノラマ島奇談』から発展したものとなっている。さらに、冒頭からいきなりSMプレイの盗撮といった、乱歩の言う「変態性」、悪人でありながら別の悪人の罠に堕ちて囚われの身となるなどの倒錯性が加えられており、この意味でも乱歩探偵小説の集大成的作品となっている。また、変装が得意とされる男性キャラクターの多くが、女装については間接的な伝聞表現にとどまるか、せいぜい老婆に化ける程度であるのに対して、影男は物語前半で実際に妙齢の美女としての姿を見せている。
乱歩は本作中で「影男」の案として、殺人と死体処理の完全犯罪のアイディアを投入し、また自著『探偵小説の「謎」』の「第5章」で言及している「密室トリック」の内外の例を本文中に挙げ、その例外として新しい密室トリックにも挑戦している。

## 主要登場人物
影男（かげおとこ）
本作の主人公。本名不明、33歳。冒険家の「速水壮吉」、地主の「綿貫清二」、大阪の貿易会社の若社長「鮎沢賢一郎」、遊蕩紳士「殿村啓介」、「宮野緑郎」、謎の小説家「佐川春泥」などなど、いくつもの名前と住まいを持つ。手品、曲芸、穏形術忍法を会得しており、変装の名人で、男にも女にも化けられる。社会の裏を覗いてみたいという好奇心から様々な犯罪に手を染めるが、殺人は嫌いである。多数の女性崇拝者を従え愛人としている。中には17歳の美少年もいる。
速水 荘吉（はやみ そうきち）
影男の変名の一つで麹町の高級アパートに住む高等遊民。影男の正体に最も近い人物であろう。
佐川 春泥（さがわ しゅんでい）
影男の変名の一つで、小説家。出版社には絶対に素顔を見せずに、影男が犯した犯罪や思いついたトリックを題材に小説を書いている。
須原 正（すはら ただし）
「殺人請負会社」という会社を男女3人で経営している。20件以上の殺人を請け負った犯罪者。
毛利幾造
世田谷区榎新田に豪邸を構える製薬会社社長。妻同然に遇してきた愛人が不義を働いたことを知り、その殺害を須原に依頼する。愛人は影男のアイディア通りに殺害され…
ちょびひげの男
荻窪の某所にある邸宅の庭の地下に、密貿易で稼いだ1億の資金を投じて淫靡なパノラマ館を設け、一人50万円で秘密裏に客を招いている。
山際良子
数多い影男の愛人の一人。富裕家庭の有閑令嬢でS大学の大学院に籍を置く24歳。戦後型の美貌の持ち主。影男の崇拝者で、いろいろと影男にゆすりのネタを持ち込んでくる。
川波良斎
戦後成金の富豪で、妻・美与子の浮気を知り、狂気に駆られて妻と愛人二人の殺害を図る。一度は影男に邪魔されたため、須原に二人と影男の抹殺を依頼するが…
中村警部
警視庁捜査一課第一係長。明智探偵の旧友。
明智小五郎（あけち こごろう）
民間の名探偵。「影男」や「殺人請負会社」に以前から興味を持っていた。美与子の愛人・篠田昌吉の依頼を受けて無償で調査に乗り出す。

## 収録作品
- 角川文庫『影男』（1973年11月）
- 春陽社文庫『影男』（1987年3月）
- 光文社文庫『江戸川乱歩全集 第18巻 月と手袋』収録（2004年10月）